# The Lady in the Van
The Lady in the Van ist ein britischer Spielfilm des Regisseurs Nicholas Hytner aus dem Jahr 2015. Die Tragikomödie basiert auf dem gleichnamigen Theaterstück von Alan Bennett, der für die Filmversion auch das Drehbuch schrieb. Die Hauptrollen spielen Maggie Smith und Alex Jennings. Er erzählt die wahre Geschichte von Mary Shepherd, einer älteren Frau, die 15 Jahre lang in einem heruntergekommenen Lieferwagen in Bennetts Einfahrt in London gewohnt hat. Smith hat Shepherd bereits zweimal zuvor gespielt: in dem ursprünglichen Theaterstück von 1999, wofür sie eine Nominierung als Beste Schauspielerin bei den Laurence Olivier Awards im Jahr 2000 erhielt, und 2009 in einer BBC Radio 4 Hörspieladaption.
Hytner hat auch bei der Theaterproduktion im Queen’s Theatre in London Regie geführt, Bennett basiert sein Drehbuch auf diesem Stück, das bei den Oliver Awards im Jahr 2000 als Stück des Jahres nominiert war. Der Film wurde beim Toronto International Film Festival 2015 in der Kategorie Special Presentations gezeigt.

## Handlung
The Lady in the Van erzählt die wahre Geschichte von Alan Bennetts angespannter Freundschaft mit Mary Shepherd, einer exzentrischen obdachlosen Frau, mit der sich Bennett in den 1970er Jahren anfreundete und der er später erlaubte, ihren Bedford Lieferwagen vorübergehend in der Einfahrt seines Hauses in Camden abzustellen. Sie blieb dort 15 Jahre. Im Laufe der Geschichte erfährt Bennet, dass Frau Shepherd in Wirklichkeit Margaret Fairchild (gestorben 1989) ist, eine ehemalige talentierte Schülerin des Pianisten Alfred Cortot. Sie hatte Chopin bei den Proms gespielt, wollte Nonne werden, wurde von ihrem Bruder in eine Anstalt eingewiesen, floh, hatte einen Unfall mit ihrem Lieferwagen, der von einem Motorradfahrer angefahren wurde, und für den sie sich schuldig fühlte, wurde von einem ehemaligen Polizisten erpresst und lebte in Angst vor einer Verhaftung.

## Produktion

### Entstehung
2014 wurde von TriStar Pictures und der BBC beschlossen, aus The Lady in the Van als Gemeinschaftsprojekt eine Kinoadaption von Alan Bennetts West End Hit herzustellen. TriStar hatte die weltweiten Vertriebsrechte, während die BBC den Film zuerst im britischen Fernsehen zeigen durfte. Die Beteiligung von Maggie Smith und Nicholas Hytner wurde gleichzeitig mit der Filmankündigung bekanntgegeben, sie wurden allerdings schon am 9. Mai (zufälligerweise Bennetts 80. Geburtstag) verpflichtet. Beide hatten früher schon mit Bennett zusammengearbeitet: Hytner 1994 bei King George – Ein Königreich für mehr Verstand und 2006 bei der Filmadaptation von The History Boys, Smith hat Miss Shepherd 1999 in der Theaterproduktion und 2009 in der Radiofassung von BBC Radio 4 gespielt.

### Dreharbeiten
Die Dreharbeiten begannen im Oktober 2014 bei 23 Gloucester Crescent Der Film wurde vor allem in und um Bennetts altem Haus in Camden Town gedreht, wo die echte Miss Shepherd 15 Jahre in der Einfahrt verbrachte. Laut Hytner haben sie „nie daran gedacht anderswo zu drehen“, und es war „unterhaltsam den Blick in den Gesichtern der Anwohner zu sehen“, von denen viele „da waren, als der Lieferwagen die Kurve lang fuhr“. Die Dreharbeiten waren eine anstrengende Erfahrung für Maggie Smith, weil sie „die meiste Zeit in dem einen oder andern Lieferwagen eingesperrt war“. Der Lieferwagen „war nicht der gemütlichste“ Platz, und der Film war „viel konzentrierter“ als das Stück. Die Bühnenversion „war physisch anstrengender“, aber Smith gibt zu, das war „vor langer Zeit“ und damals „konnte sie es bewältigen“. Sie scherzte, dass „Nicht viel Method [Acting] notwendig ist, wenn du wie [sie] angezogen und in einem Lieferwagen bist“.

### Gastauftritte
Die Hauptpersonen aus Bennetts Film Die History Boys – Fürs Leben lernen haben Cameoauftritte, außer de la Tour, die hier eine größere Rolle hat, und Richard Griffiths, der 2013 verstarb. Dies sind: Samuel Barnett (als Donald), Samuel Anderson (als ein Zeuge Jehovahs), Stephen Campbell Moore (als Arzt) Dominic Cooper (als Theaterschauspieler), James Corden (als Straßenhändler), Sacha Dhawan (als Dr. Malik), Andrew Knott (als Rettungswagenfahrer), Clive Merrison (als Mann bei der Beichte), Jamie Parker (als Makler) und Russell Tovey (als Mann mit Ohrring).

## Musik
Der Soundtrack besteht aus klassischer Musik von Schubert, Chopin und anderen; ergänzende Musik wurde von George Fenton komponiert. Sie wurde als Soundtrackalbum bei Sony Classical, einer Tochter von Sony Music Entertainment veröffentlicht.

## Veröffentlichung
Die Weltpremiere war am 12. September 2015 beim Toronto International Film Festival. Die Premiere in Großbritannien war am 13. Oktober beim 59. London Film Festival die US-Premiere war am 15. November beim 38. Denver International Film Festival. Die deutsche Premiere war am 14. April 2016.

## Preise und Nominierungen
| Jahr | Preis                               | Kategorie                                 | Nominiert    | Ergebnis   | Ergebnis |
| ---- | ----------------------------------- | ----------------------------------------- | ------------ | ---------- | -------- |
| 2016 | Golden Globe Awards 2016            | Beste Hauptdarstellerin – Komödie/Musical | Maggie Smith | [ 22 ]     |          |
| 2016 | British Academy Film Awards 2016    | Beste Hauptdarstellerin                   | Maggie Smith | [ 23 ]     |          |
| 2016 | Evening Standard British Film Award | Beste Hauptdarstellerin                   | Maggie Smith | Gewinnerin |          |